# Bundestagswahlkreis Nürnberg-Süd
Der Wahlkreis Nürnberg-Süd (Wahlkreis 244; bis zur Bundestagswahl 2021 Wahlkreis 245) ist ein Bundestagswahlkreis in Bayern.
Er umfasst neben den statistischen Nürnberger Stadtbezirken Altenfurt, Moorenbrunn, Altenfurt Nord, Beuthener Straße, Brunn, Dianastraße, Eibach, Fischbach, Gaismannshof, Gartenstadt, Gebersdorf, Gibitzenhof, Großreuth bei Schweinau, Gugelstraße, Hasenbuck, Höfen, Hohe Marter, Hummelstein, Katzwang, Reichelsdorf Ost, Reichelsdorfer Keller, Katzwanger Straße, Kornburg, Worzeldorf, Krottenbach, Mühlhof, Langwasser Nordost, Langwasser Nordwest, Langwasser Südost, Langwasser Südwest, Maiach, Rangierbahnhof, Rangierbahnhof-Siedlung, Reichelsdorf, Röthenbach Ost, Röthenbach West, Sandreuth, Schweinau, St. Leonhard, Steinbühl, Sündersbühl, Trierer Straße und Werderau auch die kreisfreie Stadt Schwabach. Der Vorgängerwahlkreis des Wahlkreises Nürnberg-Süd war von 1949 bis 1965 der Bundestagswahlkreis Nürnberg, der neben der südlichen Stadthälfte Nürnbergs auch die nordöstlichen Stadtteile umfasste.

## Wahlergebnisse

### Bundestagswahl 2025
Zur Bundestagswahl 2025 am 23. Februar wurden folgende 9 Direktkandidaten und 17 Landeslisten zugelassen:
| Kandidaten                                            | Kandidaten                   | Parteien/Listen     | Erststimmen | Erststimmen | Zweitstimmen | Zweitstimmen |
| Kandidaten                                            | Kandidaten                   | Parteien/Listen     | Stimmen     | %           | Stimmen      | %            |
| ----------------------------------------------------- | ---------------------------- | ------------------- | ----------- | ----------- | ------------ | ------------ |
|                                                       | Michael Friesergewählt im WK | CSU                 | 48.915      | 36,0        | 43.914       | 32,3         |
|                                                       | Thomas Grämmer               | SPD                 | 24.212      | 17,8        | 20.814       | 15,3         |
|                                                       | Sascha Müller                | GRÜNE               | 14.729      | 10,8        | 15.262       | 11,2         |
|                                                       | Lisa-Marie Pischel           | FDP                 | 3.557       | 2,6         | 4.872        | 3,6          |
|                                                       | Klaus Fiegl                  | AfD                 | 27.132      | 20,0        | 26.901       | 19,8         |
|                                                       | Thomas Estrada               | FREIE WÄHLER        | 3.668       | 2,7         | 2.386        | 1,8          |
|                                                       | Kathrin Flach Gomez          | LINKE               | 10.811      | 8,0         | 11.682       | 8,6          |
|                                                       | –                            | dieBasis            | –           | –           | 422          | 0,3          |
|                                                       | –                            | Tierschutzpartei    | –           | –           | 1.507        | 1,1          |
|                                                       | –                            | Die PARTEI          | –           | –           | 582          | 0,4          |
|                                                       | Hermann Schindler            | ÖDP                 | 968         | 0,7         | 430          | 0,3          |
|                                                       | –                            | BP                  | –           | –           | 87           | 0,1          |
|                                                       | Sven Dziajlo                 | Volt                | 1.870       | 1,4         | 906          | 0,7          |
|                                                       | –                            | PdH                 | –           | –           | 105          | 0,1          |
|                                                       | –                            | MLPD                | –           | –           | 68           | 0,0          |
|                                                       | –                            | BÜNDNIS DEUTSCHLAND | –           | –           | 166          | 0,1          |
|                                                       | –                            | BSW                 | –           | –           | 6.049        | 4,4          |
| Gesamt                                                | Gesamt                       | Gesamt              | 135.862     | 100         | 136.153      | 100          |
|                                                       |                              |                     |             |             |              |              |
| Ungültige Stimmen                                     | Ungültige Stimmen            | Ungültige Stimmen   | 1.005       | 0,7         | 714          | 0,5          |
| Wähler                                                | Wähler                       | Wähler              | 136.867     | 78,3        | 136.867      | 78,3         |
| Wahlberechtigte                                       | Wahlberechtigte              | Wahlberechtigte     | 174.758     |             | 174.758      |              |
|                                                       |                              |                     |             |             |              |              |
| Quellen: Die Bundeswahlleiterin, Kandidaten – Stimmen |                              |                     |             |             |              |              |

Kursive Direktkandidaten kandidieren nicht für die Landesliste, kursive Parteien treten ohne Landesliste an.

### Bundestagswahl 2021
Zur Bundestagswahl 2021 am 26. September wurden 10 Direktkandidaten und 26 Landeslisten zugelassen.
| Kandidaten                                            | Kandidaten                       | Parteien/Listen      | Erststimmen | Erststimmen | Zweitstimmen | Zweitstimmen |
| Kandidaten                                            | Kandidaten                       | Parteien/Listen      | Stimmen     | %           | Stimmen      | %            |
| ----------------------------------------------------- | -------------------------------- | -------------------- | ----------- | ----------- | ------------ | ------------ |
|                                                       | Michael Friesergewählt im WK     | CSU                  | 44.192      | 34,4        | 38.663       | 30,0         |
|                                                       | Thomas Robert Grämmer            | SPD                  | 31.098      | 24,2        | 29.195       | 22,7         |
|                                                       | Matthias Vogler                  | AfD                  | 13.123      | 10,2        | 12.901       | 10,0         |
|                                                       | Marco Ramon Preißinger           | FDP                  | 8.777       | 6,8         | 11.495       | 8,9          |
|                                                       | Sascha Müller                    | GRÜNE                | 15.566      | 12,1        | 17.687       | 13,7         |
|                                                       | Kathrin Flach Gomez              | DIE LINKE            | 5.184       | 4,0         | 4.893        | 3,8          |
|                                                       | Sonja Mack                       | FREIE WÄHLER         | 5.897       | 4,6         | 4.433        | 3,4          |
|                                                       | Claudia Zankl                    | ÖDP                  | 1.562       | 1,2         | 710          | 0,6          |
|                                                       | -                                | Tierschutzpartei     | –           | –           | 1.846        | 1,4          |
|                                                       | -                                | BP                   | –           | –           | 185          | 0,1          |
|                                                       | –                                | Die PARTEI           | –           | –           | 1.018        | 0,8          |
|                                                       | -                                | PIRATEN              | –           | –           | 741          | 0,6          |
|                                                       | –                                | NPD                  | –           | –           | 153          | 0,1          |
|                                                       | –                                | V-Partei³            | –           | –           | 137          | 0,1          |
|                                                       | –                                | Gesundheitsforschung | –           | –           | 189          | 0,1          |
|                                                       | -                                | MLPD                 | –           | –           | 35           | 0,0          |
|                                                       | –                                | DKP                  | –           | –           | 48           | 0,0          |
|                                                       | Karoline Cornelia Polster-Strobl | dieBasis             | 2.491       | 1,9         | 2.279        | 1,8          |
|                                                       | –                                | Bündnis C            | –           | –           | 127          | 0,1          |
|                                                       | –                                | III. Weg             | –           | –           | 77           | 0,1          |
|                                                       | -                                | du.                  | –           | –           | 80           | 0,1          |
|                                                       | -                                | LKR                  | –           | –           | 29           | 0,0          |
|                                                       | -                                | Die Humanisten       | –           | –           | 139          | 0,1          |
|                                                       | –                                | Team Todenhöfer      | –           | –           | 1.066        | 0,8          |
|                                                       | -                                | UNABHÄNGIGE          | –           | –           | 234          | 0,2          |
|                                                       | Deniz Oruç Çelik                 | Volt                 | 533         | 0,4         | 353          | 0,3          |
| Gesamt                                                | Gesamt                           | Gesamt               | 128.423     | 100         | 128.713      | 100          |
|                                                       |                                  |                      |             |             |              |              |
| Ungültige Stimmen                                     | Ungültige Stimmen                | Ungültige Stimmen    | 1.137       | 0,9         | 847          | 0,7          |
| Wähler                                                | Wähler                           | Wähler               | 129.560     | 73,1        | 129.560      | 73,1         |
| Wahlberechtigte                                       | Wahlberechtigte                  | Wahlberechtigte      | 177.316     |             | 177.316      |              |
|                                                       |                                  |                      |             |             |              |              |
| Quellen: Die Bundeswahlleiterin, Kandidaten – Stimmen |                                  |                      |             |             |              |              |

Kursive Direktkandidaten kandidieren nicht für die Landesliste, kursive Parteien sind nicht Teil der Landesliste.

### Bundestagswahl 2017
Zur Bundestagswahl 2017 am 24. September wurden 7 Direktkandidaten und 21 Landeslisten zugelassen.
| Kandidaten                                            | Kandidaten                   | Parteien/Listen      | Erststimmen | Erststimmen | Zweitstimmen | Zweitstimmen |
| Kandidaten                                            | Kandidaten                   | Parteien/Listen      | Stimmen     | %           | Stimmen      | %            |
| ----------------------------------------------------- | ---------------------------- | -------------------- | ----------- | ----------- | ------------ | ------------ |
|                                                       | Michael Friesergewählt im WK | CSU                  | 46.511      | 35,6        | 40.882       | 31,2         |
|                                                       | Martin Burkert               | SPD                  | 34.621      | 26,5        | 27.467       | 21,0         |
|                                                       | Sascha Müller                | GRÜNE                | 10.163      | 7,8         | 12.166       | 9,3          |
|                                                       | Jasmin Margot Laub           | FDP                  | 7.632       | 5,8         | 11.199       | 8,6          |
|                                                       | Dirk Klaus Driesang          | AfD                  | 17.270      | 13,2        | 18.679       | 14,3         |
|                                                       | Stefan Gerbig                | LINKE                | 10.772      | 8,2         | 11.640       | 8,9          |
|                                                       | Anjana Degert                | FREIE WÄHLER         | 3.706       | 2,8         | 2.192        | 1,7          |
|                                                       | –                            | PIRATEN              | –           | –           | 664          | 0,5          |
|                                                       | –                            | ÖDP                  | –           | –           | 888          | 0,7          |
|                                                       | –                            | BP                   | –           | –           | 353          | 0,3          |
|                                                       | –                            | NPD                  | –           | –           | 513          | 0,4          |
|                                                       | –                            | Tierschutzpartei     | –           | –           | 1.629        | 1,2          |
|                                                       | –                            | MLPD                 | –           | –           | 66           | 0,1          |
|                                                       | –                            | Büso                 | –           | –           | 17           | 0,0          |
|                                                       | –                            | BGE                  | –           | –           | 259          | 0,2          |
|                                                       | –                            | DiB                  | –           | –           | 263          | 0,2          |
|                                                       | –                            | DKP                  | –           | –           | 55           | 0,0          |
|                                                       | –                            | DM                   | –           | –           | 282          | 0,2          |
|                                                       | –                            | Die PARTEI           | –           | –           | 1.253        | 1,0          |
|                                                       | –                            | Gesundheitsforschung | –           | –           | 259          | 0,2          |
|                                                       | –                            | V-Partei³            | –           | –           | 252          | 0,2          |
| Gesamt                                                | Gesamt                       | Gesamt               | 130.675     | 100         | 130.978      | 100          |
|                                                       |                              |                      |             |             |              |              |
| Ungültige Stimmen                                     | Ungültige Stimmen            | Ungültige Stimmen    | 1.410       | 1,1         | 1.107        | 0,8          |
| Wähler                                                | Wähler                       | Wähler               | 132.085     | 72,7        | 132.085      | 72,7         |
| Wahlberechtigte                                       | Wahlberechtigte              | Wahlberechtigte      | 181.809     |             | 181.809      |              |
|                                                       |                              |                      |             |             |              |              |
| Quellen: Die Bundeswahlleiterin, Kandidaten – Stimmen |                              |                      |             |             |              |              |

### Bundestagswahl 2013
| Kandidaten                                            | Kandidaten                    | Parteien/Listen     | Erststimmen | Erststimmen | Zweitstimmen | Zweitstimmen |
| Kandidaten                                            | Kandidaten                    | Parteien/Listen     | Stimmen     | %           | Stimmen      | %            |
| ----------------------------------------------------- | ----------------------------- | ------------------- | ----------- | ----------- | ------------ | ------------ |
|                                                       | Michael Friesergewählt im WK  | CSU                 | 53.519      | 44,4        | 48.881       | 40,5         |
|                                                       | Martin Burkert                | SPD                 | 38.942      | 32,3        | 34.363       | 28,5         |
|                                                       | Dieter Hans Heinrich Katterle | FDP                 | 2.192       | 1,8         | 5.087        | 4,2          |
|                                                       | Birgit Raab                   | GRÜNE               | 8.165       | 6,8         | 9.705        | 8,0          |
|                                                       | Oswald Emil Greim             | DIE LINKE           | 6.038       | 5,0         | 6.948        | 5,8          |
|                                                       | Patrick Linnert               | PIRATEN             | 3.056       | 2,5         | 2.936        | 2,4          |
|                                                       | Gerhard Karl Schelle          | NPD                 | 1.701       | 1,4         | 1.572        | 1,3          |
|                                                       | –                             | ÖDP                 | –           | –           | 761          | 0,6          |
|                                                       | –                             | REP                 | –           | –           | 481          | 0,4          |
|                                                       | Paul Michael Blackman         | Bündnis 21/RRP      | 168         | 0,1         | 110          | 0,1          |
|                                                       | –                             | BP                  | –           | –           | 318          | 0,3          |
|                                                       | –                             | Tierschutzpartei    | –           | –           | 890          | 0,7          |
|                                                       | –                             | DIE VIOLETTEN       | –           | –           | 114          | 0,1          |
|                                                       | –                             | BüSo                | –           | –           | 11           | 0,0          |
|                                                       | –                             | MLPD                | –           | –           | 50           | 0,0          |
|                                                       | Jens Folker Pfeiffer          | AfD                 | 4.498       | 3,7         | 5.737        | 4,8          |
|                                                       | –                             | pro Deutschland     | –           | –           | 79           | 0,1          |
|                                                       | –                             | DIE FRAUEN          | –           | –           | 214          | 0,2          |
|                                                       | Norbert Frenzel               | FREIE WÄHLER        | 2.378       | 2,0         | 2.187        | 1,8          |
|                                                       | –                             | PARTEI DER VERNUNFT | –           | –           | 131          | 0,1          |
| Gesamt                                                | Gesamt                        | Gesamt              | 120.657     | 100         | 120.575      | 100          |
|                                                       |                               |                     |             |             |              |              |
| Ungültige Stimmen                                     | Ungültige Stimmen             | Ungültige Stimmen   | 1.157       | 0,9         | 1.239        | 1,0          |
| Wähler                                                | Wähler                        | Wähler              | 121.814     | 65,6        | 121.814      | 65,6         |
| Wahlberechtigte                                       | Wahlberechtigte               | Wahlberechtigte     | 185.799     |             | 185.799      |              |
|                                                       |                               |                     |             |             |              |              |
| Quellen: Die Bundeswahlleiterin, Kandidaten – Stimmen |                               |                     |             |             |              |              |

### Bundestagswahl 2009
| Kandidaten                                                           | Kandidaten                   | Parteien/Listen      | Erststimmen | Erststimmen | Zweitstimmen | Zweitstimmen |
| Kandidaten                                                           | Kandidaten                   | Parteien/Listen      | Stimmen     | %           | Stimmen      | %            |
| -------------------------------------------------------------------- | ---------------------------- | -------------------- | ----------- | ----------- | ------------ | ------------ |
|                                                                      | Michael Friesergewählt im WK | CSU                  | 47.519      | 38,6        | 42.645       | 34,6         |
|                                                                      | Martin Burkert               | SPD                  | 37.159      | 30,2        | 30.766       | 24,9         |
|                                                                      | Peter Weinlich               | FDP                  | 10.498      | 8,5         | 14.592       | 11,8         |
|                                                                      | Birgit Raab                  | GRÜNE                | 10.048      | 8,2         | 12.210       | 9,9          |
|                                                                      | Gudrun Schell                | DIE LINKE            | 10.794      | 8,8         | 11.698       | 9,5          |
|                                                                      | Rainer Biller                | NPD                  | 3.136       | 2,5         | 2.548        | 2,1          |
|                                                                      | –                            | REP                  | –           | –           | 752          | 0,6          |
|                                                                      | –                            | FAMILIE              | –           | –           | 776          | 0,6          |
|                                                                      | –                            | BP                   | –           | –           | 267          | 0,2          |
|                                                                      | –                            | PBC                  | –           | –           | 209          | 0,2          |
|                                                                      | –                            | BüSo                 | –           | –           | 44           | 0,0          |
|                                                                      | –                            | MLPD                 | –           | –           | 62           | 0,1          |
|                                                                      | –                            | CM                   | –           | –           | 85           | 0,1          |
|                                                                      | –                            | DVU                  | –           | –           | 80           | 0,1          |
|                                                                      | –                            | DIE VIOLETTEN        | –           | –           | 262          | 0,2          |
|                                                                      | –                            | Die Tierschutzpartei | –           | –           | 946          | 0,8          |
|                                                                      | –                            | ödp                  | –           | –           | 753          | 0,6          |
|                                                                      | Milan Berger                 | PIRATEN              | 2.653       | 2,2         | 3.220        | 2,6          |
|                                                                      | Wolf Ranfft                  | RRP                  | 1.290       | 1,0         | 1.500        | 1,2          |
| Gesamt                                                               | Gesamt                       | Gesamt               | 123.097     | 100         | 123.415      | 100          |
|                                                                      |                              |                      |             |             |              |              |
| Ungültige Stimmen                                                    | Ungültige Stimmen            | Ungültige Stimmen    | 1.689       | 1,4         | 1.371        | 1,1          |
| Wähler                                                               | Wähler                       | Wähler               | 124.786     | 67,6        | 124.786      | 67,6         |
| Wahlberechtigte                                                      | Wahlberechtigte              | Wahlberechtigte      | 184.672     |             | 184.672      |              |
|                                                                      |                              |                      |             |             |              |              |
| Quellen: Der Bundeswahlleiter, Kandidaten – Stimmen ― Stadt Nürnberg |                              |                      |             |             |              |              |

### Bundestagswahl 2005
| Kandidaten                                                           | Kandidaten                | Parteien/Listen   | Erststimmen | Erststimmen | Zweitstimmen | Zweitstimmen |
| Kandidaten                                                           | Kandidaten                | Parteien/Listen   | Stimmen     | %           | Stimmen      | %            |
| -------------------------------------------------------------------- | ------------------------- | ----------------- | ----------- | ----------- | ------------ | ------------ |
|                                                                      | Renate Blankgewählt im WK | CSU               | 59.510      | 44,0        | 54.367       | 40,1         |
|                                                                      | Martin Burkert            | SPD               | 52.523      | 38,8        | 47.925       | 35,3         |
|                                                                      | Klaus Stöckert            | GRÜNE             | 7.411       | 5,5         | 10.144       | 7,5          |
|                                                                      | Siegfried Seiler          | FDP               | 5.433       | 4,0         | 10.285       | 7,6          |
|                                                                      | –                         | REP               | –           | –           | 1.031        | 0,8          |
|                                                                      | Kristina Hadeler          | Die Linke.        | 5.320       | 3,9         | 6.595        | 4,9          |
|                                                                      | Ralf Ollert               | NPD               | 2.968       | 2,2         | 2.358        | 1,7          |
|                                                                      | Thomas Schönbucher        | PBC               | 820         | 0,6         | 569          | 0,4          |
|                                                                      | Manfred Klemz             | BP                | 1.303       | 1,0         | 594          | 0,4          |
|                                                                      | –                         | DIE FRAUEN        | –           | –           | 303          | 0,2          |
|                                                                      | –                         | GRAUE             | –           | –           | 595          | 0,4          |
|                                                                      | –                         | BüSo              | –           | –           | 74           | 0,1          |
|                                                                      | –                         | FAMILIE           | –           | –           | 672          | 0,5          |
|                                                                      | –                         | MLPD              | –           | –           | 125          | 0,1          |
| Gesamt                                                               | Gesamt                    | Gesamt            | 135.288     | 100         | 135.637      | 100          |
|                                                                      |                           |                   |             |             |              |              |
| Ungültige Stimmen                                                    | Ungültige Stimmen         | Ungültige Stimmen | 2.346       | 1,7         | 1.997        | 1,5          |
| Wähler                                                               | Wähler                    | Wähler            | 137.634     | 75,0        | 137.634      | 75,0         |
| Wahlberechtigte                                                      | Wahlberechtigte           | Wahlberechtigte   | 183.616     |             | 183.616      |              |
|                                                                      |                           |                   |             |             |              |              |
| Quellen: Der Bundeswahlleiter, Kandidaten – Stimmen ― Stadt Nürnberg |                           |                   |             |             |              |              |

### Bundestagswahl 2002
| Kandidaten                                                           | Kandidaten                | Parteien/Listen   | Erststimmen | Erststimmen | Zweitstimmen | Zweitstimmen |
| Kandidaten                                                           | Kandidaten                | Parteien/Listen   | Stimmen     | %           | Stimmen      | %            |
| -------------------------------------------------------------------- | ------------------------- | ----------------- | ----------- | ----------- | ------------ | ------------ |
|                                                                      | Renate Blankgewählt im WK | CSU               | 67.243      | 47,5        | 68.213       | 47,8         |
|                                                                      | Horst Schmidbauer         | SPD               | 59.633      | 42,1        | 53.646       | 37,6         |
|                                                                      | Klaus Stöckert            | GRÜNE             | 6.458       | 4,6         | 9.764        | 6,8          |
|                                                                      | Siegfried Seiler          | FDP               | 5.192       | 3,7         | 5.819        | 4,1          |
|                                                                      | –                         | REP               | –           | –           | 1.002        | 0,7          |
|                                                                      | Klaus Maueröder           | ödp               | 824         | 0,6         | 284          | 0,2          |
|                                                                      | Hermann Scherm            | PDS               | 1.503       | 1,1         | 1.313        | 0,9          |
|                                                                      | –                         | BP                | –           | –           | 76           | 0,1          |
|                                                                      | –                         | Tierschutz        | –           | –           | 475          | 0,3          |
|                                                                      | –                         | GRAUE             | –           | –           | 155          | 0,1          |
|                                                                      | Friedrich Knöll           | PBC               | 821         | 0,6         | 365          | 0,3          |
|                                                                      | –                         | NPD               | –           | –           | 585          | 0,4          |
|                                                                      | –                         | DIE FRAUEN        | –           | –           | 153          | 0,1          |
|                                                                      | –                         | CM                | –           | –           | 44           | 0,0          |
|                                                                      | –                         | BüSo              | –           | –           | 19           | 0,0          |
|                                                                      | –                         | AUFBRUCH          | –           | –           | 73           | 0,1          |
|                                                                      | –                         | Schill            | –           | –           | 590          | 0,4          |
| Gesamt                                                               | Gesamt                    | Gesamt            | 141.674     | 100         | 142.576      | 100          |
|                                                                      |                           |                   |             |             |              |              |
| Ungültige Stimmen                                                    | Ungültige Stimmen         | Ungültige Stimmen | 2.282       | 1,6         | 1.380        | 1,0          |
| Wähler                                                               | Wähler                    | Wähler            | 143.956     | 78,1        | 143.956      | 78,1         |
| Wahlberechtigte                                                      | Wahlberechtigte           | Wahlberechtigte   | 184.263     |             | 184.263      |              |
|                                                                      |                           |                   |             |             |              |              |
| Quellen: Der Bundeswahlleiter, Kandidaten – Stimmen ― Stadt Nürnberg |                           |                   |             |             |              |              |

### Bundestagswahl 1998
| Kandidaten                                                           | Kandidaten                     | Parteien/Listen     | Erststimmen | Erststimmen | Zweitstimmen | Zweitstimmen |
| Kandidaten                                                           | Kandidaten                     | Parteien/Listen     | Stimmen     | %           | Stimmen      | %            |
| -------------------------------------------------------------------- | ------------------------------ | ------------------- | ----------- | ----------- | ------------ | ------------ |
|                                                                      | Renate Blank                   | CSU                 | 61.408      | 42,5        | 57.760       | 39,9         |
|                                                                      | Horst Schmidbauergewählt im WK | SPD                 | 69.338      | 48,0        | 64.656       | 44,7         |
|                                                                      | Ludwig Albrecht                | FDP                 | 2.554       | 1,8         | 5.783        | 4,0          |
|                                                                      | Claus Haupt                    | GRÜNE               | 4.331       | 3,0         | 7.201        | 5,0          |
|                                                                      | Kristina Hadeler               | PDS                 | 1.271       | 0,9         | 1.355        | 0,9          |
|                                                                      | –                              | APPD                | –           | –           | 88           | 0,1          |
|                                                                      | –                              | BP                  | –           | –           | 213          | 0,1          |
|                                                                      | –                              | BüSo                | –           | –           | 27           | 0,0          |
|                                                                      | –                              | BFB – Die Offensive | –           | –           | 303          | 0,2          |
|                                                                      | –                              | Chance 2000         | –           | –           | 53           | 0,0          |
|                                                                      | –                              | CM                  | –           | –           | 46           | 0,0          |
|                                                                      | –                              | DVU                 | –           | –           | 1.584        | 1,1          |
|                                                                      | –                              | GRAUE               | –           | –           | 217          | 0,1          |
|                                                                      | Werner Lippert                 | REP                 | 4.027       | 2,8         | 3.161        | 2,2          |
|                                                                      | –                              | DIE FRAUEN          | –           | –           | 91           | 0,1          |
|                                                                      | –                              | Pro DM              | –           | –           | 696          | 0,5          |
|                                                                      | –                              | MLPD                | –           | –           | 18           | 0,0          |
|                                                                      | –                              | Tierschutz          | –           | –           | 449          | 0,3          |
|                                                                      | –                              | NPD                 | –           | –           | 200          | 0,1          |
|                                                                      | –                              | NATURGESETZ         | –           | –           | 77           | 0,1          |
|                                                                      | Thomas Jung-Hammon             | ödp                 | 693         | 0,5         | 408          | 0,3          |
|                                                                      | Friedrich Knöll                | PBC                 | 466         | 0,3         | 381          | 0,3          |
|                                                                      | Hermann Kreß                   | Einzelbewerber      | 396         | 0,3         | –            | –            |
| Gesamt                                                               | Gesamt                         | Gesamt              | 144.484     | 100         | 144.767      | 100          |
|                                                                      |                                |                     |             |             |              |              |
| Ungültige Stimmen                                                    | Ungültige Stimmen              | Ungültige Stimmen   | 1.426       | 1,0         | 1.143        | 0,8          |
| Wähler                                                               | Wähler                         | Wähler              | 145.910     | 78,8        | 145.910      | 78,8         |
| Wahlberechtigte                                                      | Wahlberechtigte                | Wahlberechtigte     | 185.053     |             | 185.053      |              |
|                                                                      |                                |                     |             |             |              |              |
| Quellen: Der Bundeswahlleiter, Kandidaten – Stimmen ― Stadt Nürnberg |                                |                     |             |             |              |              |

### Bundestagswahl 1994
| Kandidaten                                                                               | Kandidaten                | Parteien/Listen   | Erststimmen | Erststimmen | Zweitstimmen | Zweitstimmen |
| Kandidaten                                                                               | Kandidaten                | Parteien/Listen   | Stimmen     | %           | Stimmen      | %            |
| ---------------------------------------------------------------------------------------- | ------------------------- | ----------------- | ----------- | ----------- | ------------ | ------------ |
|                                                                                          | Renate Blankgewählt im WK | CSU               | 66.496      | 45,5        | 63.189       | 43,1         |
|                                                                                          | Horst Schmidbauer         | SPD               | 62.288      | 42,6        | 57.510       | 39,2         |
|                                                                                          | Waltraud Bless-Raab       | FDP               | 4.228       | 2,9         | 8.272        | 5,6          |
|                                                                                          | Jutta Deinbeck            | GRÜNE             | 7.141       | 4,9         | 8.322        | 5,7          |
|                                                                                          | Helene Regina Silbermann  | PDS               | 1.007       | 0,7         | 1.202        | 0,8          |
|                                                                                          | –                         | BP                | –           | –           | 328          | 0,2          |
|                                                                                          | –                         | Solidarität       | –           | –           | 26           | 0,0          |
|                                                                                          | –                         | LIGA              | –           | –           | 31           | 0,0          |
|                                                                                          | –                         | CM                | –           | –           | 106          | 0,1          |
|                                                                                          | –                         | GRAUE             | –           | –           | 626          | 0,4          |
|                                                                                          | –                         | NATURGESETZ       | –           | –           | 132          | 0,1          |
|                                                                                          | Harald Theodor Hofmann    | REP               | 4.956       | 3,4         | 4.771        | 3,3          |
|                                                                                          | –                         | MLPD              | –           | –           | 23           | 0,0          |
|                                                                                          | –                         | Tierschutz        | –           | –           | 615          | 0,4          |
|                                                                                          | –                         | ödp               | –           | –           | 842          | 0,6          |
|                                                                                          | –                         | PBC               | –           | –           | 242          | 0,2          |
|                                                                                          | –                         | STATT Partei      | –           | –           | 291          | 0,2          |
| Gesamt                                                                                   | Gesamt                    | Gesamt            | 146.116     | 100         | 146.528      | 100          |
|                                                                                          |                           |                   |             |             |              |              |
| Ungültige Stimmen                                                                        | Ungültige Stimmen         | Ungültige Stimmen | 1.459       | 1,0         | 1.047        | 0,7          |
| Wähler                                                                                   | Wähler                    | Wähler            | 147.575     | 77,4        | 147.575      | 77,4         |
| Wahlberechtigte                                                                          | Wahlberechtigte           | Wahlberechtigte   | 190.760     |             | 190.760      |              |
|                                                                                          |                           |                   |             |             |              |              |
| Quellen: Der Bundeswahlleiter, Stimmen – Der Landeswahlleiter, Ergebnis ― Stadt Nürnberg |                           |                   |             |             |              |              |

### Bundestagswahl 1990
| Kandidaten              | Kandidaten                | Parteien/Listen   | Erststimmen | Erststimmen | Zweitstimmen | Zweitstimmen |
| Kandidaten              | Kandidaten                | Parteien/Listen   | Stimmen     | %           | Stimmen      | %            |
| ----------------------- | ------------------------- | ----------------- | ----------- | ----------- | ------------ | ------------ |
|                         | Renate Blankgewählt im WK | CSU               | 61.589      | 43,4        | 59.454       | 41,7         |
|                         | Horst Schmidbauer         | SPD               | 55.454      | 39,0        | 51.790       | 36,3         |
|                         | Martin Behrendt           | FDP               | 8.598       | 6,1         | 13.182       | 9,2          |
|                         | Bärbel Rust               | GRÜNE             | 6.880       | 4,8         | 5.901        | 4,1          |
|                         | –                         | BP                | –           | –           | 262          | 0,2          |
|                         | –                         | LIGA              | –           | –           | 161          | 0,1          |
|                         | –                         | CM                | –           | –           | 106          | 0,1          |
|                         | –                         | DIE GRAUEN        | –           | –           | 1.516        | 1,1          |
|                         | Dieter Hölzel             | REP               | 8.412       | 5,9         | 8.493        | 6,0          |
|                         | Ralf Ollert               | NPD               | 647         | 0,5         | 527          | 0,4          |
|                         | –                         | ödp               | –           | –           | 768          | 0,5          |
|                         | –                         | PDS               | –           | –           | 488          | 0,3          |
|                         | Ralf Schauerhammer        | Patrioten         | 82          | 0,1         | 38           | 0,0          |
|                         | Matthias Ernst            | Einzelbewerber    | 346         | 0,2         | –            | –            |
| Gesamt                  | Gesamt                    | Gesamt            | 142.008     | 100         | 142.686      | 100          |
|                         |                           |                   |             |             |              |              |
| Ungültige Stimmen       | Ungültige Stimmen         | Ungültige Stimmen | 1.842       | 1,3         | 1.164        | 0,8          |
| Wähler                  | Wähler                    | Wähler            | 143.850     | 73,9        | 143.850      | 73,9         |
| Wahlberechtigte         | Wahlberechtigte           | Wahlberechtigte   | 194.762     |             | 194.762      |              |
|                         |                           |                   |             |             |              |              |
| Quellen: Stadt Nürnberg |                           |                   |             |             |              |              |

### Bundestagswahl 1987
| Kandidaten              | Kandidaten                         | Parteien/Listen   | Erststimmen | Erststimmen | Zweitstimmen | Zweitstimmen |
| Kandidaten              | Kandidaten                         | Parteien/Listen   | Stimmen     | %           | Stimmen      | %            |
| ----------------------- | ---------------------------------- | ----------------- | ----------- | ----------- | ------------ | ------------ |
|                         | Peter Wilhelm Höffkesgewählt im WK | CSU               | 63.772      | 45,2        | 61.320       | 43,3         |
|                         | Egon Lutz                          | SPD               | 57.883      | 41,0        | 55.641       | 39,3         |
|                         | Hans Rauh                          | FDP               | 5.561       | 3,9         | 9.420        | 6,6          |
|                         | Helga Rauh                         | GRÜNE             | 10.817      | 7,7         | 12.138       | 8,6          |
|                         | –                                  | BP                | –           | –           | 250          | 0,2          |
|                         | –                                  | C.B.V.            | –           | –           | 48           | 0,0          |
|                         | –                                  | Mündige Bürger    | –           | –           | 206          | 0,1          |
|                         | –                                  | FRAUEN            | –           | –           | 330          | 0,2          |
|                         | –                                  | MLPD              | –           | –           | 66           | 0,0          |
|                         | Ralf Ollert                        | NPD               | 1.752       | 1,2         | 1.556        | 1,1          |
|                         | –                                  | ÖDP               | –           | –           | 530          | 0,4          |
|                         | Andreas Kuck                       | Patrioten         | 283         | 0,2         | 186          | 0,1          |
|                         | Renate Popp                        | FRIEDEN           | 1.127       | 0,8         | –            | –            |
| Gesamt                  | Gesamt                             | Gesamt            | 141.195     | 100         | 141.691      | 100          |
|                         |                                    |                   |             |             |              |              |
| Ungültige Stimmen       | Ungültige Stimmen                  | Ungültige Stimmen | 1.576       | 1,1         | 1.080        | 0,8          |
| Wähler                  | Wähler                             | Wähler            | 142.771     | 80,0        | 142.771      | 80,0         |
| Wahlberechtigte         | Wahlberechtigte                    | Wahlberechtigte   | 178.419     |             | 178.419      |              |
|                         |                                    |                   |             |             |              |              |
| Quellen: Stadt Nürnberg |                                    |                   |             |             |              |              |

## Frühere Wahlkreissieger
| Wahl | Name                  | Partei | Erststimmen |
| ---- | --------------------- | ------ | ----------- |
| 2025 | Michael Frieser       | CSU    | 36,0 %      |
| 2021 | Michael Frieser       | CSU    | 34,4 %      |
| 2017 | Michael Frieser       | CSU    | 35,6 %      |
| 2013 | Michael Frieser       | CSU    | 44,4 %      |
| 2009 | Michael Frieser       | CSU    | 38,6 %      |
| 2005 | Renate Blank          | CSU    | 44,0 %      |
| 2002 | Renate Blank          | CSU    | 47,5 %      |
| 1998 | Horst Schmidbauer     | SPD    | 48,0 %      |
| 1994 | Renate Blank          | CSU    | 45,5 %      |
| 1990 | Renate Blank          | CSU    | 43,4 %      |
| 1987 | Peter Wilhelm Höffkes | CSU    | 45,2 %      |
| 1983 | Peter Höffkes         | CSU    | 47,1 %      |
| 1980 | Egon Lutz             | SPD    | 50,3 %      |
| 1976 | Egon Lutz             | SPD    | 51,9 %      |
| 1972 | Egon Lutz             | SPD    | 58,0 %      |
| 1969 | Käte Strobel          | SPD    | 47,1 %      |
| 1965 | Käte Strobel          | SPD    | 42,4 %      |
| 1961 | Käte Strobel          | SPD    | 41,1 %      |
| 1957 | Georg Stiller         | CSU    | 43,7 %      |
| 1953 | Walter Sassnick       | SPD    | 41,2 %      |
| 1949 | Walter Sassnick       | SPD    | 39,6 %      |

## Wahlkreisgeschichte
| Wahl      | Wahlkreisname    | Gebiet |
| --------- | ---------------- | --- |
| 1949      | 32 Nürnberg      | von Nürnberg die nordöstlichen, südöstlichen und südwestlichen Stadtteile |
| 1953–1961 | 227 Nürnberg     | von Nürnberg die nordöstlichen, südöstlichen und südwestlichen Stadtteile |
| 1965–1969 | 231 Nürnberg-Süd | von Nürnberg die Stadtteile Dutzendteich, Eibach, Falkenheim-Siedlung, Gartenstadt, Gebersdorf, Gibitzenhof, Gleißhammer, Groß- und Kleinreuth bei Schweinau, Höfen, Hummelstein, Ketteler-Siedlung, Krottenbach, Langwasser, Leyh, Lichtenhof, Maiach, Mühlhof, Rangierbahnhof, Reichelsdorf, Sandreuth, St. Leonhard, St. Leonhard, St. Peter (westl. Teil), Schweinau, Steinbühl, Tafelhof und Werderau |
| 1972      | 231 Nürnberg-Süd | von Nürnberg die Bezirke Altenfurt-Moorenbrunn, Altenfurt-Nord, Beuthener Straße, Dianastraße, Dutzendteich, Eibach, Gaismannshof, Galgenhof, Gartenstadt, Gebersdorf, Gibitzenhof, Glockenhof, Großreuth bei Schweinau, Gugelstraße, Guntherstraße, Hasenbuck, Höfen, Hohe Marter, Hummelstein, Katzwang-Reichelsdorf-Ost-Reichelsdorfer Keller, Katzwanger Straße, Kornburg-Worzeldorf, Krottenbach-Mühlhof, Langwasser-Nordost, Langwasser-Nordwest, Langwasser-Südost, Langwasser-Südwest, Ludwigsfeld, Maiach, Rangierbahnhof, Rangierbahnhof-Siedlung, Reichelsdorf, Röthenbach-Ost, Röthenbach-West, Sandreuth, Schweinau, St. Leonhard, Steinbühl, Sündersbühl, Trierer Straße und Werderau    |
| 1976–1987 | 231 Nürnberg-Süd | von Nürnberg die Bezirke Altenfurt-Moorenbrunn, Altenfurt-Nord, Bärenschanze, Beuthener Straße, Brunn, Dianastraße, Eberhardshof, Eibach, Fischbach, Gaismannshof, Gartenstadt, Gebersdorf, Gibitzenhof, Gostenhof, Großreuth bei Schweinau, Gugelstraße, Hasenbuck, Höfen, Hohe Marter, Hummelstein, Katzwang-Reichelsdorf-Ost-Reichelsdorfer Keller, Katzwanger Straße, Kornburg-Worzeldorf, Krottenbach-Mühlhof, Langwasser-Nordost, Langwasser-Nordwest, Langwasser-Südost, Langwasser-Südwest, Maiach, Muggenhof, Rangierbahnhof, Rangierbahnhof-Siedlung, Reichelsdorf, Röthenbach-Ost, Röthenbach-West, Sandreuth, Schweinau, St. Leonhard, Steinbühl, Sündersbühl, Trierer Straße und Werderau |
| 1990–1998 | 231 Nürnberg-Süd | von Nürnberg die Bezirke Altenfurt-Moorenbrunn, Altenfurt-Nord, Beuthener Straße, Brunn, Dianastraße, Eibach, Fischbach, Gaismannshof, Gartenstadt, Gebersdorf, Gibitzenhof, Großreuth bei Schweinau, Gugelstraße, Hasenbuck, Höfen, Hohe Marter, Hummelstein, Katzwang-Reichelsdorf-Ost-Reichelsdorfer Keller, Katzwanger Straße, Kornburg-Worzeldorf, Krottenbach-Mühlhof, Langwasser-Nordost, Langwasser-Nordwest, Langwasser-Südost, Langwasser-Südwest, Maiach, Rangierbahnhof, Rangierbahnhof-Siedlung, Reichelsdorf, Röthenbach-Ost, Röthenbach-West, Sandreuth, Schweinau, St. Leonhard, Steinbühl, Sündersbühl, Trierer Straße und Werderau, Stadt Schwabach                                  |
| 2002–2005 | 246 Nürnberg-Süd | von Nürnberg die Bezirke Altenfurt-Moorenbrunn, Altenfurt-Nord, Beuthener Straße, Brunn, Dianastraße, Eibach, Fischbach, Gaismannshof, Gartenstadt, Gebersdorf, Gibitzenhof, Großreuth bei Schweinau, Gugelstraße, Hasenbuck, Höfen, Hohe Marter, Hummelstein, Katzwang-Reichelsdorf-Ost-Reichelsdorfer Keller, Katzwanger Straße, Kornburg-Worzeldorf, Krottenbach-Mühlhof, Langwasser-Nordost, Langwasser-Nordwest, Langwasser-Südost, Langwasser-Südwest, Maiach, Rangierbahnhof, Rangierbahnhof-Siedlung, Reichelsdorf, Röthenbach-Ost, Röthenbach-West, Sandreuth, Schweinau, St. Leonhard, Steinbühl, Sündersbühl, Trierer Straße und Werderau, Stadt Schwabach                                  |
| 2009–2021 | 245 Nürnberg-Süd | von Nürnberg die Bezirke Altenfurt-Moorenbrunn, Altenfurt-Nord, Beuthener Straße, Brunn, Dianastraße, Eibach, Fischbach, Gaismannshof, Gartenstadt, Gebersdorf, Gibitzenhof, Großreuth bei Schweinau, Gugelstraße, Hasenbuck, Höfen, Hohe Marter, Hummelstein, Katzwang-Reichelsdorf-Ost-Reichelsdorfer Keller, Katzwanger Straße, Kornburg-Worzeldorf, Krottenbach-Mühlhof, Langwasser-Nordost, Langwasser-Nordwest, Langwasser-Südost, Langwasser-Südwest, Maiach, Rangierbahnhof, Rangierbahnhof-Siedlung, Reichelsdorf, Röthenbach-Ost, Röthenbach-West, Sandreuth, Schweinau, St. Leonhard, Steinbühl, Sündersbühl, Trierer Straße und Werderau, Stadt Schwabach                                  |
| 2025–     | 244 Nürnberg-Süd | von Nürnberg die Bezirke Altenfurt-Moorenbrunn, Altenfurt-Nord, Beuthener Straße, Brunn, Dianastraße, Eibach, Fischbach, Gaismannshof, Gartenstadt, Gebersdorf, Gibitzenhof, Großreuth bei Schweinau, Gugelstraße, Hasenbuck, Höfen, Hohe Marter, Hummelstein, Katzwang-Reichelsdorf-Ost-Reichelsdorfer Keller, Katzwanger Straße, Kornburg-Worzeldorf, Krottenbach-Mühlhof, Langwasser-Nordost, Langwasser-Nordwest, Langwasser-Südost, Langwasser-Südwest, Maiach, Rangierbahnhof, Rangierbahnhof-Siedlung, Reichelsdorf, Röthenbach-Ost, Röthenbach-West, Sandreuth, Schweinau, St. Leonhard, Steinbühl, Sündersbühl, Trierer Straße und Werderau, Stadt Schwabach                                  |